# Opočka
Opočka (anche traslitterata come Opochka) è una cittadina della Russia occidentale (oblast' di Pskov), situata a breve distanza dalla frontiera con la Lettonia, 130 km a sud del capoluogo, sul fiume Velikaja. È capoluogo del distretto omonimo.
Fondata nel 1414, ricevette status di città nel 1777.

## Società

### Evoluzione demografica
Fonte: mojgorod.ru
- 1897: 5.700
- 1939: 11.200
- 1970: 12.900
- 1989: 16.200
- 2002: 13.964
- 2007: 13.100